# Mecsekoldal (Pécs)

Mecsekoldal városrészei

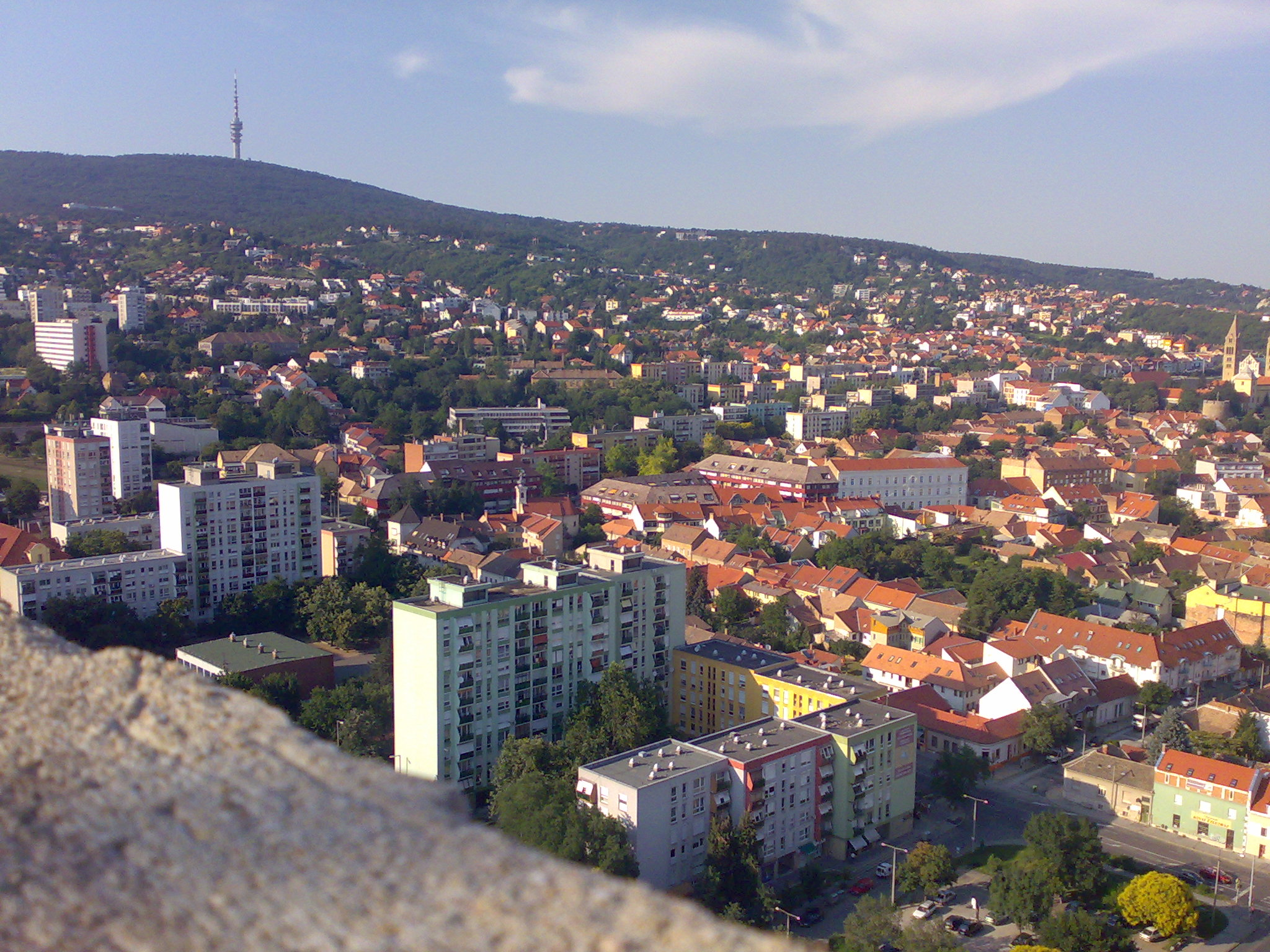
Kilátás a Mecsekoldalra az 1976-2016 között állt Pécsi magasházról

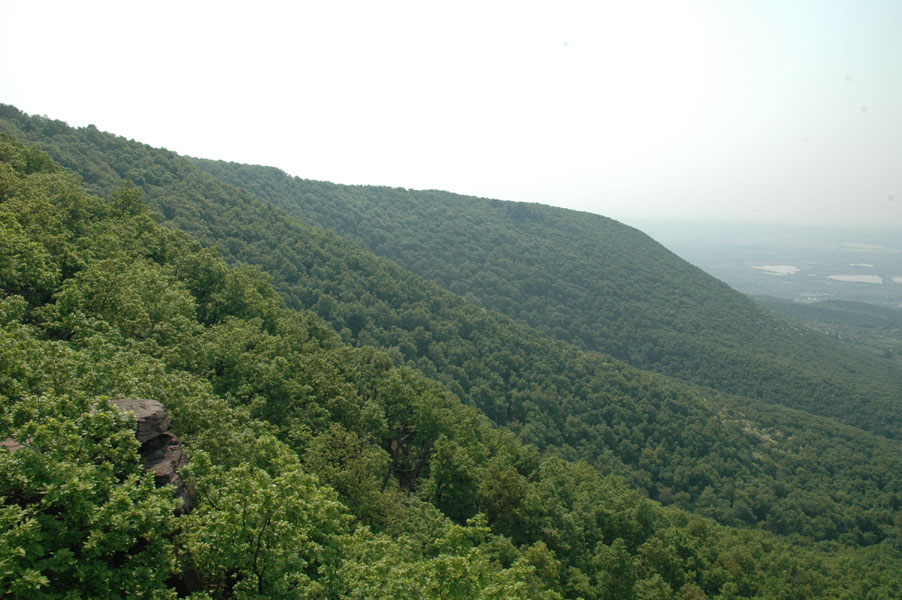
A Jakab-hegy

A Mecsekoldal a Mecsek déli oldalán fekvő 16 pécsi városrész (Bálics, Csoronika, Deindol, Donátus, Gyükés, Makár, Mecsekoldal, Patacs, Rácváros, Rigóder, Rókusdomb, Szentmiklós, Szentkút, Szkókó, Ürög, Zsebedomb) összefoglaló neve. A Mecsekoldal városrészeinek összlakossága 31 421.

## Jellemzése
A városrészre, különösen annak nyugati területére, rendezett kertvárosias lakókörnyezet jellemző, amely a felsőbb státuszú, jómódú rétegek kedvelt lakóhelye. A keleti részén (pl. Gyükés területén) már mindinkább megjelennek a lepusztult lakóterületek, szociálisan veszélyeztetett népességgel. A városrész emellett funkcionálisan nagyon elkülönülő, a kereskedelmi, ipari, mezőgazdasági területeknek alig van népességük. A népesség több mint fele három városrészben (Mecsekoldal, Makár, Rókus-domb) tömörül, a másik 13 városrészre jut a népesség másik fele. Korszerkezete igen változatos, előfordulnak mind fiatalos, mind rendkívül elöregedő korszerkezetű részek is. A népesség iskolázottsága többnyire meghaladja a városi átlagot, Szentkút és Gyükés területén azonban nagyon alacsony a népesség iskolázottsága. A lakosság munkaerőpiaci helyzete is fejlesztésre szorul, a városi átlagot meghaladja a munkanélküliek aránya, míg a foglalkoztatottaké elmarad attól. A városrész infrastruktúrája szintén
fejlesztendő: az utak keskenyek, a közlekedés emiatt nehézkes, járda sok helyen nincsen kiépítve, a vízelvezetés, illetve a közüzemi ellátottság pedig több helyen nem megoldott. A városrész közösségi terek szempontjából is rosszul áll, alig van olyan közös pont, ahol a lakosság szabad ég alatt történő rekreációja megvalósulhatna. Ezt kompenzálja bizonyos szintig a Mecsek erdőségeinek közelsége, a kiépült turista-utak, melyek egyben jelentős turistacsalogatók is. A városrész lakásainak döntő többsége családi ház, Szentkút, Szentmiklós, Daindol, Zsebedomb területén viszont magas a komfort nélküli lakások aránya.
A belső városrészekhez közelebb eső területeken és a város hosszanti tengelyében elhelyezkedő területegységeken fejlettebbek és sokoldalúbbak a szolgáltatások, a városrész többi területén kevés az üzlet és az intézmény.

## Gazdasága
A Mecsekoldalon 2001-ben 3813 vállalkozás működött, ez a pécsi vállalkozások 21%-a. Az ezer lakosra jutó vállalkozások száma a városrészben 128 volt, ami 17%-kal haladja meg a városra jellemző átlagos értéket. A városrészen belül kiemelkedik a Bálics és a Zsebedomb, de a Szkókóban és Rácvároson is magas az 1000 lakosra jutó vállalkozások száma. Elmondható, hogy a Belső városrészekhez közelebb eső területeken és a város hosszanti tengelyében elhelyezkedő területegységeken fejlettebbek és sokoldalúbbak a szolgáltatások. A Mecsekoldalon jellemzően kisboltok, vendéglátóegységek találhatók, kevés az intézmény és a hivatal. A Mecsekoldalon 197 kereskedelmi üzlet található, ami a város üzleteinek csupán 7%-a. A városrészen belül a legtöbb kereskedelmi üzlet a Makár, Rácváros és Rókusdomb területegységeken található, ezek összesen 56%-át teszik ki a városrész üzleteinek. A városrészben 111 vendéglátóhely van, ami a városi érték 15%-a. Elmondható, hogy jellemzően kocsmák jelentik a városrészben a vendéglátóegységek zömét, bár a belvároshoz közelibb területegységeken színvonalas éttermek is találhatók. A városrész turisztikai szempontból jelentős, több nagyméretű szálloda és panzió található területén. A turisztikai programok közül kiemelkedik az állatkert, a vidámpark és a TV-torony.